# Can Pous (Ribes de Freser)
Can Pous és una obra del municipi de Ribes de Freser (Ripollès) inclosa en l'Inventari del Patrimoni Arquitectònic de Catalunya.

## Descripció
Se sap que perdé el cognom Riu a principis del segle passat, per núpcies d'una pubilla amb Pereramon.
L'entrada principal, a manera de símbol representatiu dona entrada a l'era, espai central del mas.
L'espai obert de l'eixida de construcció més recent, contrasta amb el mur cec de la cabanya, només perforat per un seguit d'arcs de mig punt. La cabanya d'estructures primitiva, concebuda amb senzillesa, tres parets paral·leles de les que la del mig s'aixeca fins a trobar el punt més alt de la coberta, constitueix un tipus de construcció d'especials característiques funcionals, que adquireixen una autonomia compositiva pròpia. (T. Pere Solà)